# Gryne pustulata
Gryne pustulata is een hooiwagen uit de familie Cosmetidae.